# Rathaus (Teuschnitz)

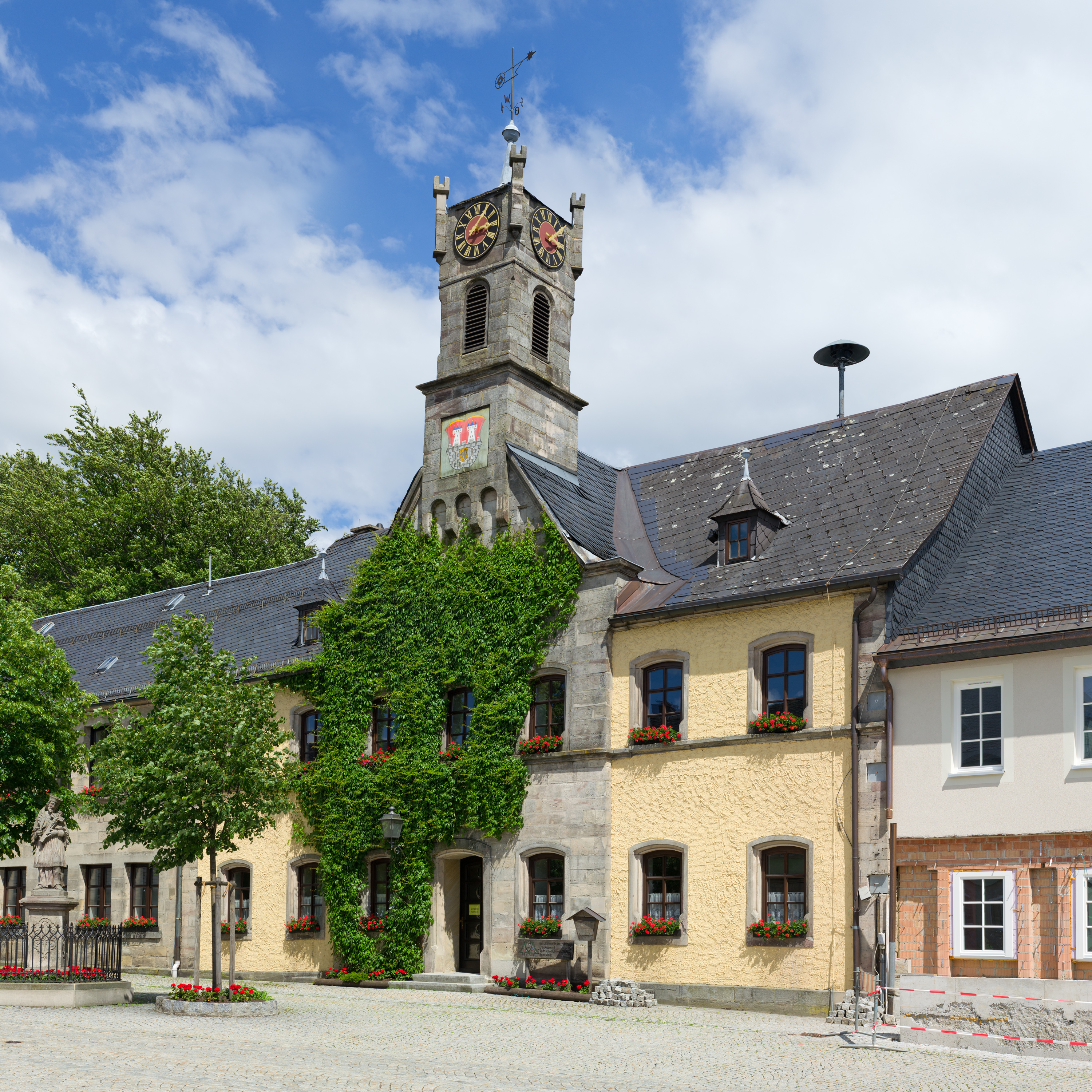
Rathaus in Teuschnitz

Das Rathaus Teuschnitz ist das zentrale Verwaltungsgebäude der im Norden des oberfränkischen Landkreises Kronach gelegenen Stadt Teuschnitz und Sitz der Verwaltungsgemeinschaft Teuschnitz.

## Geschichte
Bereits um das Jahr 1390, als Teuschnitz vom Bamberger Fürstbischof Lamprecht von Brunn die Stadtrechte verliehen wurden, muss es in dem Ort ein Rathaus gegeben haben. Es sind jedoch keine Berichte über dessen Errichtung und Standort überliefert. Erste Belege über die Existenz eines Rathauses stammen aus der Zeit des Dreißigjährigen Krieges, als das damalige Ratsgebäude durch mehrere Brände in Mitleidenschaft gezogen wurde.
Das heutige Rathaus der Stadt entstand zwischen 1850 und 1867 nach Plänen von Schreinermeister Johann Greser. Ausgeführt wurden die Arbeiten ab 1854 von Baumeister Georg Zeuß aus Vogtendorf. Von 1976 bis 1979 wurde das Rathaus zusammen mit der daran anschließenden ehemaligen Schule von Grund auf renoviert, um die beiden Gebäude für ihre neue Aufgabe als Sitz der am 1. Mai 1978 gegründeten Verwaltungsgemeinschaft Teuschnitz herzurichten. Der dem Rathaus vorgelagerte Marktplatz wurde in den Jahren 1985/86 im Rahmen des Städtebauförderungsprogramms neu gestaltet.

## Beschreibung
Markantestes Merkmal des zweigeschossigen Traufseitbaus ist ein viereckiges Türmchen auf dem Giebel mit Turmuhr und rundbogigen Schallfenstern. An seiner Frontseite ist unterhalb des Schallfensters das Wappen der Stadt Teuschnitz angebracht.